# 国富村 (島根県)
国富村（くんどみむら / くにどみむら）は、島根県簸川郡にあった村。現在の出雲市国富町、西代町、美談町、口宇賀町にあたる。

## 地理
- 河川：斐伊川[3]
- 山岳：旅伏山[1]

## 歴史
- 1889年（明治22年）4月1日、町村制の施行により、楯縫郡国富村、西代村、美談村、口宇賀村が合併して村制施行し、国富村が発足[1][2]。
- 1896年（明治29年）4月1日、郡の統合により簸川郡に所属[2]。
- 1951年（昭和26年）4月1日、簸川郡平田町、灘分村、鰐淵村、西田村、久多美村、檜山村、東村と合併して平田町が存続し廃止された[1][2]。

### 地名の由来
- 次の二説あり[1]。

1. 宇加山の麓に、栗石という大きな石を置き、国が動かないように留めたため国留と称された。
2. 国が豊かで神の加護があるようにと国富と命名された。

## 産業
- 農業[3]